# Currículo (educación)
El currículo (del latín curriculum -"carrera"-, en plural curricula) es la explicitación de un proyecto educativo que concreta los contenidos, los conocimientos, las habilidades, las actitudes, los valores, así como las estrategias didácticas y los criterios de evaluación en un marco de concepciones ideológicas, antropológicas, epistemológicas, pedagógicas y psicológicas que contribuyen a la consolidación de los propósitos educativos.  
El currículo aporta a la intencionalidad formativa que determinada sociedad tiene de cada uno de sus estudiantes. Lo que coloca al currículo en visión que un país o territorio tiene sobre lo que espera que sean capaces los estudiantes una vez terminado el proceso educativo, por ello, está íntimamente ligado a la planificación y visión política. El concepto "currículo" se refiere no solamente a la estructura formal de los planes y programas de estudio, sino a todos los aspectos que implican la elección de contenidos, disposición de los mismos, necesidades de la sociedad, materiales educativos o didácticos y tecnología disponible.

## Etimología
La palabra curriculum es un verbo de origen latino: "curro", que en español se traduce como "correr". Marco Tulio Cicerón, metafóricamente, emplea la locución curriculum vitae, que significa carrera de la vida. A partir de la década del setenta y ochenta con el fin de evitar errores ortográficos los países hispanohablantes basados en la etimología sintetizan el uso de este término en número singular y plural en latín, con su respectiva traducción al español.
| IDIOMA  | SINGULAR   | PLURAL     |
| Latín   | Curriculum | Curricula  |
| Español | Currículo  | Currículos |

Jonnaert y Ettayebi (2006) utilizan una analogía clara al respecto:  “Un currículum es a un sistema educativo lo que una Constitución es a un país”. También abarca la dinámica de su realización: ¿qué enseñar?, ¿cómo enseñar?, ¿cuándo enseñar? y ¿qué, cómo y cuándo evaluar? El currículo permite planificar las actividades académicas de forma general, ya que lo específico se desarrolla y concreta en la programación educativa (que es la adaptación del currículo a las condiciones específicas de un centro escolar -proyecto educativo de centro, programación general anual-, un departamento de ese centro -programación de departamento-, una asignatura y curso concreto -programación de asignatura y curso-, un grupo de alumnos -programación de aula- o incluso su adaptación a un alumno concreto -adaptaciones significativas y no significativas-). Mediante la construcción curricular la institución plasma su concepción de educación.

## Origen y evolución
El concepto currículum fue utilizado en el contexto pedagógico desde el siglo XVII. Con base en la tecnología angloamericana y su acepción internacional fue introducida en la discusión de la República Federal de Alemania desde 1697 por S.B Robinsohn.      
El currículo al encontrarse determinado por un marco social, político y cultural se encuentra sujeto a constantes modificaciones establecidas por la dinámica misma de un momento histórico. Así, el currículo en el siglo XX, estuvo marcado por profundos cambios como el surgimiento de la sociedad industrial y la consecuente producción, siendo necesario implantar en la educación un proyecto curricular capaz de generar el tipo de ciudadano que aquella industrialización reclamaba.
Nelly Moulin, desde una visión clásica recuerda que en la Europa Medieval el currículo significaba el conjunto de materias o contenidos, así como el desarrollo de los estudios realizados en la escuela. El currículo de la escuela media representaba a una élite muy restringida, comprendía en el primer ciclo el trivium: gramática, retórica y dialéctica y, en el segundo ciclo, el cuadrivium: aritmética, geometría, música y astronomía.
El establecimiento del sistema educativo requería de una disciplina que analizara los problemas de la enseñanza desde una óptica institucional. Hay que recordar que la didáctica del siglo XVII había surgido como una disciplina abocada al estudio de la enseñanza en una dimensión individual: el maestro y sus alumnos. De hecho en los trabajos de Comenio, La Salle y Pestalozzi  se observa con claridad esta perspectiva, cuyo horizonte se encuentra inscrito en los cursos escolares: primero, segundo y tercer grado, por ejemplo,  pero donde la escuela no se considera parte de un sistema educativo o de un sistema social. Sólo después de la Revolución Francesa se decretan las leyes que establecen la obligatoriedad de la enseñanza primaria, como una responsabilidad estatal. El ámbito curricular surgió a fines del siglo XX mostrando enormes desarrollos en relación con dos tendencias:
a. Una  vinculada a los procesos educativos, las experiencias escolares y el desarrollo de cada estudiante. Así, el filósofo y educador del denominado movimiento progresista de la educación, John Dewey, elabora The child and the curriculum (1902) donde propone una perspectiva centrada en el alumno y realiza importantes desarrollos sobre el papel de la experiencia en el aprendizaje.
b. Una visión más cercana a las instituciones, es decir, a la necesidad de establecer con claridad una secuencia de contenidos que fundamenten la elección de los temas de enseñanza. La propuesta es formulada por un ingeniero, profesor de administración, Franklin Bobbit que presenta su libro How to make the curriculum (1924), considerado el primer trabajo sistemático sobre la problemática curricular, que surgió en un período en que emergía con fuerza el movimiento de la eficiencia social, el cual se centraba en la cuestión de "¿qué es lo que la escuela debe de enseñar?" como un problema que debía ser abordado científicamente y en The Curriculum (1918). Bobbitt, profesor de la Universidad de Wisconsin (Estados Unidos), fue un reformista que combatió la educación de su época.
La historia del currículum en particular y los estudios curriculares en general han seguido reducidos principalmente al mundo anglosajón, al menos hasta hoy. El currículo enfocado como campo académico hacía esfuerzos por encontrar una teoría del currículum, sobre todo desde las décadas de 1920 y 1930, lo cual marca una diferencia fundamental entre el debate americano y europeo sobre la educación y la escuela. En Europa, el debate se centró principalmente en la didáctica de las distintas materias disciplinares (Gundem, 2000; Autio, 2006; Lundgren, 2015) (y en Alemania, además, en la didáctica en general, en relación con la idea de Bildung, vid. Horlacher, 2015). En 2023 en Latinoamérica también se pueden encontrar grupos de trabajo que reflexionan sobre el currículum a partir del contexto de crisis climática, postpandemia, derechos humanos, violencia,  entre otros problemas estructurales. 

En sus orígenes el término "currículo" se entendía en un sentido algo más restringido, pues venía asociado a lo que debía enseñarse en las escuelas, haciendo referencia exclusiva a los contenidos de las disciplinas y al plan de estudios de una determinada materia. En la actualidad, se sigue construyendo un modelo de currículo que sea capaz de servir por sí solo a una educación que respeta las diferencias, realizando transformaciones para atender a las necesidades de los diferentes alumnos.

## Estructura del Currículo

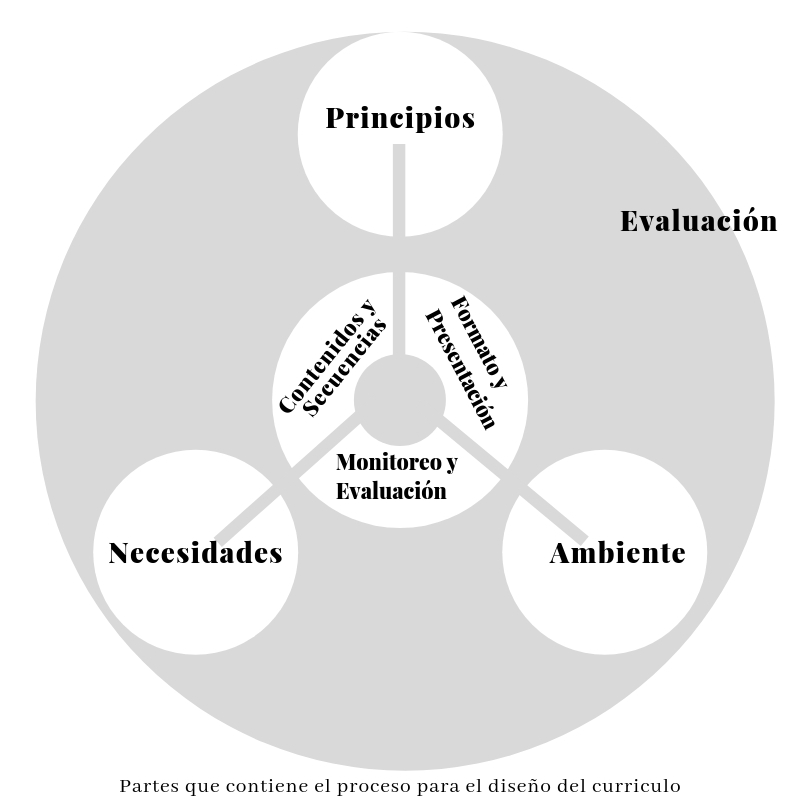
Partes para el diseño del currículo

## Concepciones del currículo
Establecer definiciones claras y precisas de currículo ha sido difícil, porque hay tantas definiciones como autores han estudiado el tema. Se muestran algunas definiciones de pensadores destacados:
1. Tyler (1949) para elaborar un currículo se deben responder a cuatro preguntas básicas:
  - ¿Qué fines desea alcanzar la escuela? (objetivos)
  - ¿Cuáles experiencias educativas ofrecen mayores posibilidades para alcanzar esos fines? (actividades)
  - ¿Cómo organizar eficazmente esas experiencias? (recursos didácticos)
  - ¿Cómo comprobar si se han alcanzado los fines propuestos? (evaluación)
  - Tyler evalúa al currículo en el resultado de generar un aprendizaje en los estudiantes partiendo de los objetivos y no de las actividades, tomando en cuenta el proceso.[14]
2. Phenix (1968): Dio una descripción completa del currículo, la cual tiene por lo menos 3 componentes:
  - ¿Qué estudia? Refiriéndose al contenido o materia de instrucción
  - ¿Cómo se realiza el estudio y la enseñanza? Refiriéndose al método de enseñanza
  - ¿Cuándo se presentan diversos temas? Refiriéndose al orden de instrucción
3. Sthenhouse (1987) asocia el currículo a la realidad escolar, por tanto no sólo es intención, sino la relación existente entre las aspiraciones y las tentativas por hacerlas operativas en la escuela: indicar cuál es el modo de llevar a cabo dichos propósitos y especificar los criterios que prescinden el modo de hacerlo.
4. Gimeno Sacristán José (1991). El currículum es una paralela entre la cultura y la sociedad exteriores a las instituciones educativas, por un lado y la cultura de los sujetos por otro, entre la sociedad que hoy es y qué habrá mañana, entre las posibilidades de conocer, de saber comunicar y expresarse en contraposición a la cerrazón y la ignorancia.[15]
5. Goodson, Ivor (2000). El currículo es una guía del mapa institucional de la escuela. El estudio del currículum exige el empleo de estrategias que nos ayuden a examinar el surgimiento y supervivencia de lo "tradicional" y a comprender la imposibilidad de generalizar, institucionalizar y mantener lo "innovador".[16]
6. Joseph Jackson Schwap (1909): divide el currículum en cinco cuerpos de experiencia y disciplina llamando a los primeros cuatro cuerpos común del pensamiento educativo y al último como especialista del currículum
7. Robert Gagné (1967) El currículo es una secuencia de unidades de contenido arreglada de tal forma que el aprendizaje de cada unidad puede ser realizado con un acto simple, siempre que las capacidades descritas por las unidades específicas precedentes (en la secuencia) haya sido ya dominadas por el alumno.
8. Franklin Bobbit en su “The curriculum”, primer trabajo formal sobre el tema, en 1918 inmerso en la corriente funcionalista, consideró dos acepciones de currículum: como experiencias dirigidas al logro de habilidades conscientes o no, y la otra como experiencias premeditadas para dicho fin, en una escuela cuyo fin era servir y reflejar el modelo industrial, tomando como referencia la administración de Taylor. El currículum para Bobbit aparece como una descripción de objetivos a lograr, a través de procedimientos a medida. Para Taylor el currículum debe dar respuestas a los fines, a los logros de experiencias, a los modos de alcanzar esos fines y las maneras de comprobarlo.[17]
9. Arnaz, J. Antonio ( 1981) Es el plan que norma y conduce explícitamente un proceso concreto y determinante de enseñanza- aprendizaje que desarrolla una institución educativa. Lo resume en cuatro elementos: Objetivos curriculares, Plan de estudio, Cartas descriptivas y Sistema de evaluación.[18][19][20][21]
10. Dussel, I., (2014) en su artículo: ¿Es el curriculum escolar relevante en la cultura digital? Debates y desafíos sobre la autoridad cultural contemporánea, sugiere que el currículum educativo es "un documento público que expresa una síntesis y una propuesta cultural, formulado en términos educativos, sobre cómo y quién define la autoridad cultural en una sociedad dada." Esta definición se basó en tres pilares: Su carácter de texto público, la operación de formulación y la participación en la producción de una autoridad cultural. En este texto también se trae a debate la relación del currículo con la cultura digital, cuestionando y proponiendo otros criterios de organización y jerarquización de los saberes. Inés (2014), plantea también otras operaciones con el saber, basadas en la popularidad, gustos y respuestas emocionales del consumidor.[22]
11. Ololube (2015) menciona que el currículum es una experiencia de aprendizaje guiada total diseñada para facilitar el aprendizaje de los alumnos para establecer una relación de calidad entre lo que se aprende y lo que funciona fuera de la escuela. El desarrollo es un proceso para lograr un aumento tanto cuantitativo como cualitativo de alguien o algo o un evento, lo que constituye una nueva etapa en una situación cambiante.
12. Carrión (2017) señala que el currículum es la posición que adopta una institución educativa frente a las necesidades y problemas de la realidad condicionada- determinada por las influencias ideológico, culturales dominantes, la normativa legal y sus modelos vigentes que un Estado impone.
13. La UNESCO manifiesta que: "currículo son todas les experiencias, actividades, materiales, métodos de enseñanza y otros medios empleados  por el profesor o tenidos en cuenta por él, en el sentido de alcanzar los fines de la educación" ( UNESCO: 1958, 45).

## Tipos de modelo curricular
El currículum se suscribe a una matriz constituida por tres variables: modelo curricular, estructura interna del currículum, y tiempo. 
El modelo curricular es el “conjunto de principios (filosóficos, económicos, psicológicos, etc.) que fundamentan una opción curricular”, en otras palabras, son el soporte que explica una forma determinada de organizar el currículum; estructura interna, se circunscribe a los contenidos del currículum y a los cambios que pueda darse sin que la estructura se altere; el tiempo “nos permitirá situar los cambios que se producen en el currículum en una perspectiva histórica”.
De Ketele (2008), poniendo énfasis en las grandes corrientes pedagógicas en la segunda  mitad  del  siglo  XX, propone explicar a través de cinco etapas o movimientos la evolución del conocimiento y del saber: 
1. Primer movimiento (modelo clásico): Conocer es tener conocimiento de los textos clásicos y comentarlos.
2. Segundo movimiento (currículum enciclopédico): Conocer es asimilar los resultados de los descubrimientos científicos y tecnológicos.
3. Tercer movimiento (modelo conductivista-taylorista): Conocer, es demostrar el dominio de objetivos traducidos en comportamientos observables.
4. Cuarto movimiento (competencial constructivista): Conocer es demostrar competencia.
5. ¿Hacia un quinto movimiento? : El saber estar

### Modelo clásico
"En este modelo curricular se considera que el conocimiento es algo revelado (religión) o cerrado por los autores clásicos”, de ahí que, es algo anterior y externo al sujeto, mismos que se trasmiten desde la autoridad (casta y jerarquía sacerdotal) y están contenidos en varios textos religiosos (Biblia, Corán, etc.). Desde otra perspectiva, en este modelo el individuo esta negado a la interpretación de dichos textos. En tiempos contemporáneos este modelo está en desuso y se relegó a creencias personales.

### Modelo moderno enciclopédico
Según este modelo “el conocimiento socialmente útil es el que se deriva de asimilar, en el sentido de apropiarse, los descubrimientos científicos y tecnológicos”, por ello la ciencia asume el lugar de la cultura (clásica/religiosa) y el rol de la escuela se suscribe a transmitir una versión simple del conocimiento científico, mediada por enciclopedias o textos escolares.
Este tipo de modelo curricular denominado también currículum enciclopédico está sujeto a la educación tradicional, es decir, sustituye a la Biblia por la enciclopedia, con la intención de dinamizar la economía y deslegitimar la superstición o creencia.
Dicho modelo emerge en el siglo XIX y en la actualidad continua vigente, sobre todo en instituciones secundarias y universitarias “aprender supone recoger ese conocimiento y almacenarlo sin transformarlo, enseñar en cambio, proporcionarlo mediante los manuales dispuesto a este uso”, de ahí que, el conocimiento es trasmitido al estudiante de forma sintética y se pide memorizarlo.
Una manera de descifrar el citado modelo es “consultar el programa y ver si el temario constituye o no el centro del mismo”, de ahí que, existe ausencia de objetivos de aprendizaje y las pruebas de evaluación tienen poca vinculación con los objetivos declarados por el docente. Los auténticos objetivos de aprendizaje están inscritos en el denominado <<curriculum oculto>> y se pueden evidenciar en las pruebas de evaluación.
Al modelo enciclopédico también se le conoce como «modelo centrado en el docente» ya que en este tipo de modelo el protagonismo del docente es fundamental, de ahí que, la enseñanza tiene más importancia que el aprendizaje “el aprendizaje se reduce en la mayoría de los casos, a la memorización del conocimiento que se presenta ya como cerrado y elaborado por el mundo académico”
Yves Chevallard (1997) menciona que todo proyecto social y de aprendizaje se constituye dialécticamente con la identificación y la designación de contenidos de saberes como contenidos a enseñar. Su definición de trasposición didáctica es fundamental para entender el modelo curricular enciclopédico.
En este momento histórico que coincide con el inicio de la era moderna se creyó que la extensión del conocimiento científico tendría un doble efecto benéfico sobre la sociedad:
a) Incremento de la productividad en la producción de todo tipo de bienes materiales al aplicar criterios de racionalidad científica a esa producción. De ahí el interés en promover el conocimiento científico asociado a las ciencias naturales y sus aplicaciones en la agricultura y la industria.
b) Liberación de la humanidad de las cadenas de la superstición y la barbarie a la que está sometida por varias irracionales creencias religiosas.
Este tipo de currículo al igual que los otros tipos lleva la visión dominante del Estado sobre la planificación curricular es eminentemente enciclopedista, positivista-conductista. 

### Modelo moderno conductista-taylorista
Este modelo se desarrolla en la segunda etapa del siglo XX, de acuerdo con De Ketele se caracteriza por “el conocimiento socialmente útil consiste en demostrar el dominio de objetivos traducidos en comportamientos observables que señalan los aprendizajes a lograr" Este punto de vista, basado en el recorte de los contenidos de aprendizaje escolar en micro unidades, corresponde a una organización taylorista del trabajo, cuyo modelo es el trabajo en cadena
En el modelo por objetivos de lo que se trata es de especificar los aprendizajes a conseguir, la enseñanza se considera supeditada a esos logros. Justamente lo contrario de lo que sucedía en el modelo enciclopédico, en el que era el aprendizaje el que se supeditaba a la enseñanza.
Este modelo también se lo conoce como tecnológico y está matizado por una fuerte carga positivista, las bases de la ciencia experimental inciden en las ciencias sociales y por supuesto en la educación. De ahí que, la organización del currículum sigue y se rige en el modelo positivista. Es importante destacar, la especificación de tecnológico se debe a la forma de llevar a la práctica los principios recogidos en el modelo. 
Las ideas centrales de este modelo curricular se basan en:
- Debe enunciar de manera clara y precisa los objetivos de aprendizaje.

- Los objetivos deben enunciarse de tal manera que muestren conductas observables.
- La enseñanza debe tener como eje central las tareas y la explicación del docente se suscribe a un segundo plano.

- Las tareas enviadas al educando deben motivar “el aprendizaje, estar ordenadas, secuenciadas, escalonadas, de manera que sigan un proceso en el que cada paso pueda ser evaluado y permite seguir al siguiente”[29]
- El proceso de enseñanza-aprendizaje se suscribe a una serie de pasos, mismos que pueden completarse independientemente y permiten ser evaluados autónomamente.

La enseñanza programada es la versión que se adhiere a este modelo curricular, es decir, las famosas fichas de los años 70, mismas que permiten al estudiante ir “trabajando de manera autónoma, o con las ayudas necesarias, los y las estudiantes irían caminando, como en una espiral, para ir avanzando progresivamente hasta asegurar que sus conductas se iban ajustando poco a poco a los correcto o cierto en cada caso” .

### Modelo constructivista
Como primera instancia nos plantea al currículo como un modelo socio-constructivista, donde proyecta el inicio de una nueva forma de organizar el currículo, en el que las propuestas curriculares se disipen de manera alternativa y diversa.  Probablemente este modelo curricular sea capaz de enfrentar retos o dudas que la sociedad de hoy en día demanda hacia la escuela.” Se caracteriza por “el conocimiento socialmente útil que sirve para su aplicación en contextos o situaciones problemáticas”, lo ideal es alcanzar un conocimiento profesional propio para cada persona, mismo que debe ser aplicado en los contextos relevantes de la vida.
Para Jonnaert (2006) citada en Zabala (2014) la competencia se asume como <<La inteligencia de las situaciones>>, es decir, el intelecto que permite la resolución de problemas en la vida “el conocimiento aplicado a situaciones, el conocimiento competencial, el conocimiento útil para el desarrollo de la vida personal, social y laboral, por oposición al conocimiento académico…”. Desde la propuesta de Roegiers (2007) citado en Zabala (2014) «La competencia es la posibilidad, para un individuo, de movilizar de manera interiorizada, un conjunto integrado de recursos con miras a resolver una familia de situaciones problema».

### ¿Hacia un quinto movimiento? Modelo del saber estar
Las agitaciones sociales provocadas, sobre todo, por la tecnología han fomentado nuevas lógicas de actuación en el mundo real; el aprendizaje enciclopédico no cabe en la medida en que las exigencias de la realidad actual llevan a las personas a hacer sabiendo antes que solo saber. En las últimas décadas, el modelo basado en competencias ha dado origen a un nuevo movimiento que busca adaptarse a un ritmo cada vez más cambiante de la humanidad. En la actualidad, según De Ketele, existen signos precursores de este movimiento, al que se puede llamar el Modelo del saber estar, que se caracterizaría por un enfoque más holístico donde la primera preocupación sería desarrollar saberes para vivir en un mundo en mutación permanente y rápida.Sin que signifique que este enfoque ignore la transmisión de saberes y de aprendizajes como el saber hacer. El tratamiento del saber estar pasa la mayoría de las veces por el aprendizaje de saberes y del saber hacer. De Ketele se apoya en un ejemplo para explicar su propuesta "Tener la costumbre de presentar bien un trabajo que nos han mandado supone el conocimiento de lo que supone un trabajo bien presentado y al mismo tiempo que el aprendizaje de tal saber se haya convertido en un comportamiento habitual, es decir, un saber estar. El enfoque del saber estar es, por lo tanto, un enfoque integral"
Para De Ketele bajo este enfoque no tienen sentido  concebir  una evaluación  certificada  en  términos  de  pruebas  puntuales, puesto que lo que se espera es interiorizar el saber-estar, lo que supone observar de forma continuada y en diferentes situaciones; para  este  enfoque  no  es  suficiente  con  dar  clases;  la manera  de  gestionar  la  clase  y  la  escuela  está  indisociablemente  ligada  al desarrollo  del  saber-estar.

## Categorías del currículo
A continuación se muestran 5 categorías del currículos: 
1. Formal: se refiere a la planeación de los procesos de enseñanza y aprendizaje, considerando sus condiciones académico-administrativas. Este es el que plasma en el documento llamado plan de estudios, instrumento oficial, que junto con sus programas constituye la estructura académica, legal y económica de la escuela. Se deben considerar cuatro puntos importantes para estructurarlo: 
  - Objetivos generales y de aprendizaje.
  - Contenidos consecutivos y organizados.
  - Estrategias enseñanza y aprendizaje.
  - Distintas formas de evaluar
2. Real, operativo o vivido: es la puesta en práctica del currículo formal, con sus respectivas modificaciones por las características de los docentes y los alumnos, factores socioculturales, económicos y políticos. Solo se podrá encontrar en la práctica docente en el transcurso del proceso enseñanza y aprendizaje.
3. Oculto: revela las tensiones entre las intenciones (formal) y la realidad de la escuela. Representa las normas institucionales y valores no explícitos en el currículo formal, ni por los profesores ni funcionarios escolares. El currículum oculto conjunto de aprendizajes que no aparecen en el currículum oficial, ya fuere con intención o fruto de un ejercicio de influencia social, que se aplican dentro de la educación formal. Se trata de un tipo de currículum que no se maneja en el lenguaje de las letras y las leyes, sino en el de la ideología, las creencias y la simbología.
4. Nulo: es parte del currículo formal pero no tiene aplicabilidad ni utilidad aparente.
5. Extra currículo: experiencias planteadas adicionales o externas al currículo formal, es voluntario y vinculado a intereses estudiantiles.